# Parque nacional Tubos de Órgano
El Parque nacional Tubos de Órgano es un parque nacional en Victoria (Australia), ubicado a 23 km al noroeste de Melbourne.
El parque fue creado en 1972 en lo que entonces era una región de granjas de suelo desgastado cerca del canal de riego del arroyo Jackson en un intento de restablecer la vegetación original de la zona, que sa había perdido completamente. Este sitio fue escogido debido a que incluye varios accidentes geográficos interesantes, que incluyen las tuberías de órgano – un patrón de rocas que recuerdan las tuberías de un órgano expuestas por la erosión del arroyo – un suelo de lozas que es lugar en donde la roca del suelo se ha dividido en lozas regulares y una piedra roseta.
La roca sedimentaria y los fósiles encontrados en el parque datan de 400 millones de años e indican que el área estuvo sumergida en el océano en alguna época. Hace cerca de un millón de años cantidades gigantescas de lava fluyeron como basalto fluido y se repartieron por la tierra de los alrededores de los volcanes de la región. El basalto de las planicies de Keilor se formó a partir de los flujos de lava más grandes conocidos en el mundo que en algunos puntos produjeron una capa de 70 m de ancho.
El arroyo Jacksons que, junto con el arroyo profundo se unen para formar el río Maribyrnong, poco a poco ha modelado un valle en la planicie basáltica revelando formaciones volcánicas que datan de más de un millón de años tales como las columnas de basalto hexagonal conocidas como las tuberías de órgano.
La actividad de reemplazo de plantas no autóctonas y monte por la vegetación natural se lleva a cabo desde la creación del parque. En 2002 ya se habían restaurado grandes zonas de árboles, pero las variedades de pasto locales todavía no han prosperado. También han reaparecido algunas especies locales como el planeador dulce (sugar glider).
El parque está ubicado a la salida de la autopista Calder hacia Melway.